# 카오산 탱고
《카오산 탱고》는 2020년에 개봉한 대한민국의 영화이다.

## 캐스팅
- 홍완표 : 지하 역
- 현리 : 하영 역
- 오창경 : 동현 역
- 이재원 : 쭈니 역
- 유우키 다카시 : 신야 역
- 히로사와 소우 : 미호 역
- 최일순 : 일순 역
- 조성희 : 형 역
- 조하영 : 형수 역
- 유지영 : 홍익인간 체크아웃남 역
- 타위니 티타자리 : 피쉬 역
- 레일라 옥스 : 백인여자 역
- 민즈 킬렌 : 야시장 커플여 역
- 낫다나이 번닝 : 야시장 커플남 역
- 수지트라 삼폰분 : 노천 레스토랑 여점원 역
- 부아일라이 에어당 : 노천마사지 아줌마 역
- 스리라다 랑시쿤품 : 고아원 원장선생님 역
- 피트야 번카웃 : 고아원 선생님 1 역
- 칸차나 팡투이 : 고아원 선생님 2 역
- 피사마이 시루엥 : 고아원 선생님 3 역
- 김예랑 : 사진 속 여고생 역
- 김진숙 : 소정 역
- 수리야 수와나판 : 뚝뚝기사 역
- 김태희 : 카오산로드 인터뷰이 역
- 손종기 : 카오산로드 인터뷰이 역
- 최은경 : 카오산로드 인터뷰이 역
- 최문수 : 소정 (목소리) 역 (우정출연)
- 김근식 : 디제리두 연주자 역 (우정출연)
- 최경진 : 플래핑덕 파티남 / 송끄란 축제남 역 (우정출연)
- 정태호 : 아코디언 연주자 역 (특별출연)

## 같이 보기
- 2020년 대한민국의 영화 목록